# Ушмун
Ушму́н (рос. Ушмун) — село у складі Газімуро-Заводського району Забайкальського краю, Росія. Адміністративний центр Ушмунське сільського поселення.

## Населення
Населення — 565 осіб (2010; 651 у 2002).
Національний склад (станом на 2002 рік):
- росіяни — 100 %